# Ioanna Kafetzi
Ioanna „Giannoula“ Kafetzi (griechisch Ιωάννα «Γιαννούλα» Καφετζή, * 30. Mai 1976 in Neochori) ist eine griechische Leichtathletin. Sie war zunächst auf den Sprint spezialisiert und startete später im Weitsprung und Dreisprung.
Kafetzis erster großer Erfolg war der Gewinn der Bronzemedaille bei den Mittelmeerspielen 2001 in Tunis mit der 4 × 100-m-Staffel der Frauen in der Zeit von 44,97 s. Im Verlauf ihrer Karriere entschied sie sich zum Weitsprung zu wechseln und erzielte eine persönliche Bestmarke im Jahr 2004 mit einer Sprungweite von 6,71 m. Mit dieser Weite qualifizierte sich Kafetzi für die Teilnahme an den Olympischen Sommerspielen 2004 in Athen mit der griechischen Olympiamannschaft. Den olympischen Wettkampf startete sie in der Gruppe A und erreichte mit ihrem ersten Sprung vor heimischer Kulisse eine Weite von 6,49 m. Der zweite Sprung wurde als ungültiger Versuch gewertet und im dritten Versuch sprang sie eine Weite von 6,41 m. Mit der Weite aus dem ersten Versuch belegte sie den zehnten Platz in ihrer Wettkampfgruppe und konnte sich nicht für das olympische Weitsprungfinale qualifizieren.
Im Jahr 2005 nahm Kafetzi für Griechenland an den Leichtathletik-Weltmeisterschaften in Helsinki teil. Hier startete sie in der Gruppe B und erzielte mit der einzigen gültigen Wertung im zweiten Sprungversuch eine Weite von 6,31 m, mit der sie den elften Platz in der Wettkampfgruppe erreichte und vorzeitig ausschied.
Den letzten offiziellen Wettkampf absolvierte sie im Weitsprung bei einem Hallenwettbewerb am 19. Februar 2011 mit einer Weite von 5,51 m und dem Erreichen des siebten Platzes.
Ioanna Kafetzi ist 1,65 m groß und wog als Leichtathletin 55 kg.